# 경제세미나
경제세미나는 KBS 1라디오(전국, 수도권 기준 FM 97.3MHz, AM 711kHz)에서 방송되는 중계실황 강연 프로그램이다.
진행자는 KBS 박노원 아나운서이며, 생방송은 매주 토요일 오전 11시 5분부터 오전 11시 58분까지, 재방송은 매주 일요일 아침 6시 5분부터 아침 6시 58분까지, 그리고 KBS 한민족방송(AM 972, 6015, 1170kHz) 본방송은 매주 토요일 오후 3시 7분부터 오후 4시까지이다. 단, 이 프로그램은 모두 전국방송이다.

## 역사
1996년 11월 10일 《일요경제세미나》로 방송을 시작해, 2003년 7월 20일에 《일요세미나》로 제목을 변경했다가, 2005년 5월 7일부터 "경제세미나"로 제목을 변경하여 오늘에 이르고 있다.

## 역대 진행자
- 2005년 5월 7일 ~ 2013년 4월 6일 : 성기영 아나운서 (여)
- 2013년 4월 13일 ~ 2015년 11월 21일 : 이규봉 아나운서 (남)
- 2015년 11월 28일 ~ 2018년 5월 26일 : 원석현 아나운서 (남)
- 2018년 6월 2일 ~ 2023년 3월 25일 : 박종훈 前 기자 (남)
- 2023년 4월 1일 ~ 현재 : 박노원 아나운서 (남)

## 오프닝 시그널
- Mannheim Steamroller - Sonata Bach's Lunch